# SAGE Publishing
SAGE Publishing, anciennement SAGE Publications, est une société d'édition indépendante fondée en 1965 à New York par Sara Miller McCune (en) et basée aujourd'hui à Newbury Park, en Californie. Elle publie plus de 1 000 revues, plus de 800 livres par an, des ouvrages de référence et des produits électroniques couvrant les domaines des affaires, des sciences humaines, des sciences sociales, des sciences, de la technologie et de la médecine.
SAGE possède et publie également sous les marques de Corwin Press (depuis 1990), CQ Press (depuis 2008), Learning Matters (depuis 2011), et Adam Matthew Digital (depuis 2012).
La société emploie plus de 1 500 personnes dans ses principaux bureaux de Los Angeles, Londres, New Delhi, Singapour, Washington et Melbourne.

## Histoire
SAGE Publishing a été fondée en 1965 à New York par Sara Miller (en) (plus tard Sara Miller McCune), avec comme mentor George D. McCune, directeur de Macmillan Publishers. Le nom de la société est une abréviation formée à partir des premières lettres de leurs prénoms.
SAGE a déménagé en Californie du Sud en 1966, après le mariage de Miller et McCune. McCune a quitté Macmillan pour rejoindre officiellement la société à cette époque.
Sara Miller McCune est restée présidente de la société pendant 18 ans, puis est devenue présidente du conseil d'administration en 1984 (et conserve toujours le titre de présidente exécutive). Le couple a continué à développer la société jusqu'à la mort de George McCune en 1990.
En 2019, les produits de SAGE se sont heurtés à l'opposition d'une partie de la communauté universitaire qui les considère comme étant la propriété d'une entreprise à but lucratif, par opposition aux données ouvertes, aux sources ouvertes et aux produits sans but lucratif comme Unpaywall qui facilite l'utilisation des œuvres en libre accès. SAGE Publishing est par ailleurs signataire de la Charte de l’édition en format accessible de l’Accessible Books Consortium.

## Participation à l'OASPA
SAGE Publishing était un membre fondateur de l'Open Access Scholarly Publishers Association (OASPA ; Association des éditeurs scientifiques en libre accès) lors de sa création en 2008.
En novembre 2013, l'OASPA a mis sous examen la participation de SAGE après que le Journal of International Medical Research ait accepté un article faux et intentionnellement erroné créé et soumis par un journaliste de la revue Science dans le cadre d'un « coup monté » visant à tester l'efficacité des processus d'examen par les pairs des revues en libre accès (voir Who's Afraid of Peer Review? (en) [Qui a peur de l'examen par les pairs ?]).
L'adhésion de SAGE a été rétablie à la fin de la période de révision de six mois à la suite de changements dans les processus éditoriaux.

## Acquisitions
SAGE a acquis d'autres entreprises, dont (liste incomplète) :
- Pion Limited, fondé en 1959 par Adam Gelbtuch et John Ashby, était l'éditeur de quatre revues de la série Environment and Planning (en), acheté par SAGE en mai 2015[14] ;
- Global Village Publishing, qui développe des logiciels et des services pour l'édition électronique, acheté par SAGE en mai 2018[15] ;
- Talis, une entreprise de technologie éducative qui a développé le système de gestion de l'apprentissage Talis Aspire, acheté par SAGE en août 2018[16].